# 9146 Tulikov
A 9146 Tulikov (ideiglenes jelöléssel 1976 YG1) a Naprendszer kisbolygóövében található aszteroida. Ljudmila Ivanovna Csernih fedezte fel 1976. december 16-án.